# Frais-Vallon
Frais-Vallon è una stazione della linea 1 della metropolitana di Marsiglia. È situata nel quartiere di Frais-Vallon, nel XIII arrondissement di Marsiglia.

## Storia
La stazione è stata aperta al traffico il 26 novembre 1977 con l'attivazione del primo troncone della linea 1.

## Interscambi
Nelle vicinanze della stazione effettuano fermata diverse linee di autobus urbani ed interurbani.
- Fermata autobus